# Nishiwaga
Nishiwaga (西和賀町?) è una cittadina giapponese della prefettura di Iwate.